# تيم مانشتاين
تيم مانشتاين (بالألمانية: Tim Manstein)‏ هو لاعب كرة قدم ألماني في مركز الوسط، ولد في 25 سبتمبر 1989 في ألمانيا الغربية. لعب مع روت فايس آهلن.

## وصلات خارجية
- تيم مانشتاين على موقع قاعدة بيانات كرة القدم.إي يو (الإنجليزية)
- تيم مانشتاين على موقع بيانات كرة القدم. دي إي (الألمانية)
- تيم مانشتاين على موقع عالم كرة القدم.نت (الإنجليزية)